# Scott Malone
Scott Liam Malone (* 25. März 1991 in Rowley Regis) ist ein englischer Fußballspieler. Als Nachwuchsspieler und primär auf der linken Außenverteidigerposition und im linken Mittelfeld bei den Wolverhampton Wanderers ausgebildetes Talent sammelte er bereits in jungen Jahren Auslandserfahrung beim ungarischen Klub Újpest Budapest und war bester Akademiespieler der Saison 2008/09 („Academy Player of the Year“) bei den „Wolves“. Seit 2021 spielt er beim FC Millwall.

## Sportlicher Werdegang

### Vereinslaufbahn
Schon in jungen Jahren schloss sich Malone der Akademie der Wolverhampton Wanderers an und unterzeichnete im Februar 2009 seinen ersten Profikontrakt, mit einer Frist bis zum Ende der Saison 2009/10 und der Option auf eine weitere Vertragsverlängerung. Malone, der sich primär auf der linken Außenverteidigerposition heimisch fühlt, gilt als das beste Talent aus seinem Jahrgang, erhielt dafür später dafür auch eine vereinsinterne Auszeichnung und bekam im direkten Anschluss an seine Vertragsunterschrift die Gelegenheit, in einer ausländischen Profiliga Erfahrungen zu sammeln. Ziel war der ungarische Erstligist Újpest Budapest, zu dem die „Wolves“ informelle Beziehungen hinsichtlich einer sportlichen Kooperation unterhalten und den Malone in den restlichen Spielen der Saison 2008/09 verstärkte – im Gegenzug liehen die Ungarn mit Krisztián Simon einen Spieler desselben Jahrgangs an die „Wolves“ aus.
Malone kam in insgesamt sieben Ligaspielen zum Zuge, schoss gegen Honvéd Budapest sein erstes Tor und half mit, dass sich Újpest am Ende für die neu geschaffene UEFA Europa League qualifizierte. Als bereichernd gab Malone während dieser Zeit das Kennenlernen einer unterschiedlichen Kultur außerhalb und auf dem Platz an, wobei er den ungarischen Fußball als „weniger hektisch“ und technisch versierter – vor allem lehrreich im direkten Duell gegen den gegnerischen rechten Flügelspieler – empfand. Vor Beginn der Saison 2009/10 kehrte er nach Wolverhampton zurück.
In den anschließenden beiden Spielzeiten wurde er Southend United und zu Burton Albion ausgeliehen. Bei beiden Vereinen wurde er regelmäßig eingesetzt. Eine dritte Leihe führte ihn 2011 für ein halbes Jahr zum AFC Bournemouth. Hier wurde er ebenfalls regelmäßig eingesetzt. Als die Leihe beinahe abgelaufen war, entschied sich der Verein, Malone fest zu verpflichten. Somit wechselte er für wohl 150.000 Pfund zu Bournemouth. Aber bereits zum Saisonende verließ er den Verein wieder, im Rahmen eines Tausches stand er im Folgenden beim FC Millwall unter Vertrag. In den nächsten zweieinhalb Spielzeiten war er Stammspieler des Zweitligisten. Danach ging er für anderthalb Spielzeiten zu Cardiff City, ehe er im Rahmen eines weiteren Tausches zum FC Fulham transferiert wurde. Bei beiden Vereinen war er erneut regelmäßig in der Startelf gesetzt.
2017 unterschrieb er einen Vertrag bei Huddersfield Town, wo er häufiger als Ersatzspieler eingesetzt wurde als bei seinen vorherigen Verpflichtungen. So verließ er den Verein nach nur einem Jahr wieder und stellte sich in die Dienste von Derby County, wo er wieder zu einem Stammspieler der Startelf wurde. Nach gut einer Saison lieh ihn der Verein zu Malones ehemaligem Club FC Millwall aus. Als 2021 nicht nur die Leihe, sondern auch sein Vertrag bei Derby auslief, nahm ihn Millwall wieder fest unter Vertrag. Wenngleich er mittlerweile knapp 30 Jahre alt war, konnte er sich erneut einen Stammplatz in der Startelf sichern.

### Nationalmannschaft
Im September 2009 stand er beim 2:1-Sieg gegen Russland in Shrewsbury erstmals für die englische U-19-Auswahl auf dem Spielfeld. Insgesamt wurde er sechs Mal für die U19-Mannschaft eingesetzt, zu weiteren Einsätzen für englische Nationalmannschaft jedweder Altersklasse kam es nicht.